# Кратков, Дмитрий Викторович
Дмитрий Викторович Кратков (род. 15 января 2002, Красногвардейское, Ставропольский край) — российский футболист, полузащитник клуба «Сатурн».

## Карьера

### Клубная
Воспитанник ДЮСШ «Кожаный мяч» Романа Павлюченко (Ставрополь) и ЦПР «Краснодара». На профессиональном уровне дебютировал 21 апреля 2019 года во Второй лиге за «Краснодар-3» в матче против «Дружбы» (3:1), заменив на 46-й минуте Андрея Ивашина. В 2021—2024 годах защищал цвета клуба «Краснодар-2». 29 июля 2022 года дебютировал в Премьер-лиге за основную команду в матче против «Урала» (3:1), заменив на 65-й минуте Вячеслава Якимова.
В феврале 2025 года пополнил ряды «Сурхана». В Высшей лиге Узбекистана дебютировал 8 марта в матче против «Кызылкума» (0:2).

### В сборной
Участник чемпионата Европы 2019 (юноши до 17 лет) в составе сборной России под руководством Дмитрия Хомухи.